# Борщагівська сільська територіальна громада
Борщагівська сільська територіальна громада — територіальна громада в Україні, у Бучанському районі Київської області. Адміністративний центр — село Петропавлівська Борщагівка.
Площа громади — 38,79 км², населення — 18 785 осіб (2020).
Утворена 12 червня 2020 року шляхом об'єднання Петропавлівсько-Борщагівської та Софіївсько-Борщагівської сільських рад Києво-Святошинського району.

## Населені пункти
У складі громади 3 села:
- Петропавлівська Борщагівка
- Софіївська Борщагівка
- Чайки

## Старостинські округи
- Софіївсько-Борщагівський
- Чайківський